# Dự án Trinh sát
Dự án Trinh sát (tiếng Anh: Reconnaissance Projects) là tên gọi bốn đội biệt kích Mỹ đặt theo chữ cái Hy Lạp thuộc dự án này được Bộ Tư lệnh Viện trợ Quân sự Mỹ tại Việt Nam (MACV) thành lập trong Chiến tranh Việt Nam nhằm thu thập thông tin tình báo chiến sự ở các khu vực xa xôi của Việt Nam Cộng hòa.

## Nhiệm vụ
Nhiệm vụ của dự án này bao gồm trinh sát chiến lược và hành quân vào các khu vực do Mặt trận Dân tộc Giải phóng miền Nam Việt Nam chiếm đóng lâu đời và chỉ đạo các cuộc không kích vào các khu vực đó. Họ còn tiến hành đánh giá thiệt hại bom rơi, thực hiện hoạt động trinh sát và săn lùng tiêu diệt quy mô nhỏ, bắt giữ và thẩm vấn đối phương, nghe lén thông tin liên lạc, đặt máy ghi âm khu nhà và văn phòng, giải cứu phi hành đoàn và tù binh chiến tranh bị bắn rơi, đặt các bãi mìn điểm và những loại bẫy khác, tiến hành các hoạt động tâm lý chiến và hoạt động phản gián. Họ sẽ tập trung vào các khu vực căn cứ và các tuyến đường xâm nhập ở các khu vực biên giới. Họ còn tập trung vào các khu căn cứ và các tuyến đường xâm nhập ở vùng biên giới.

## Hoạt động
Những nhiệm vụ này đều do các đội biệt kích nhỏ của Mỹ và đội thám sát cùng những toán thám báo Quân lực Việt Nam Cộng hòa đóng giả là Quân Giải phóng miền Nam Việt Nam. Lực lượng phản ứng quy mô cỡ tiểu đoàn được giao cho từng dự án với nhiệm vụ là yểm trợ giải cứu một đội bị tổn hại và cũng tiến hành các cuộc đột kích và hoạt động giải vây khác.

## Dự án
Có bốn Dự án Trinh sát đặt theo chữ cái Hy Lạp:
- Dự án DELTA
- Dự án GAMMA
- Dự án SIGMA
- Dự án OMEGA